# 1948-as Giro d’Italia

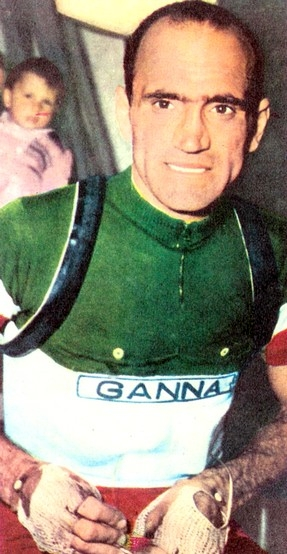
A verseny győztese, Fiorenzo Magni

Az 1948-as Giro d’Italia volt a 35. olasz kerékpáros körverseny. Május 15-én kezdődött és június 6-án ért véget. A végső győztes az olasz Fiorenzo Magni lett.

## Végeredmény
|    | Versenyző         | Idő            |
| -- | ----------------- | -------------- |
| 1  | Fiorenzo Magni    | 125 óra 51' 52 |
| 2  | Ezio Cecchi       | + 11           |
| 3  | Giordano Cottur   | + 2' 37        |
| 4  | Vito Ortelli      | + 2' 37        |
| 5  | Primo Volpi       | + 2' 37        |
| 6  | Angelo Brignole   | + 9' 14        |
| 7  | Giulio Bresci     | + 9' 17        |
| 8  | Gino Bartali      | + 11' 52       |
| 9  | Serafino Biagioni | + 15' 05       |
| 10 | Alfredo Martini   | + 18' 22       |